# Мора (округ, Нью-Мексико)
Шаблон:StateAbbr_ 36°01′ пн. ш. 104°56′ зх. д. / 36.02° пн. ш. 104.94° зх. д.
Округ  Мора (англ. Mora County) — округ (графство) у штаті  Нью-Мексико, США. Ідентифікатор округу 35033.

## Історія
Округ утворений 1859 року.

## Демографія
За даними перепису 
2000 року 
загальне населення округу становило 5180 осіб, усе сільське.
Серед мешканців округу чоловіків було 2616, а жінок — 2564. В окрузі було 2017 домогосподарств, 1398 родин, які мешкали в 2973 будинках.
Середній розмір родини становив 3,08.
Віковий розподіл населення поданий у таблиці:
| Стать    | До 15 років | 15-21 | 22-29 | 30-39 | 40-49 | 50-65 | 65-85 | Понад 85 |
| -------- | ----------- | ----- | ----- | ----- | ----- | ----- | ----- | -------- |
| Чоловіки | 549         | 296   | 173   | 326   | 411   | 474   | 348   | 39       |
| Жінки    | 516         | 271   | 191   | 310   | 401   | 463   | 365   | 47       |

## Суміжні округи
- Колфакс — північ
- Гардінґ — схід
- Сан-Мігель — південь
- Санта-Фе — захід
- Ріо-Арріба — захід
- Таос — північний захід

## Виноски
1. ↑  U.S. Decennial Census. United States Census Bureau. Архів оригіналу за 19 липня 2018. Процитовано 2 січня 2015.
2. ↑  Historical Census Browser. University of Virginia Library. Архів оригіналу за 11 серпня 2012. Процитовано 2 січня 2015.
3. ↑  Population of Counties by Decennial Census: 1900 to 1990. United States Census Bureau. Архів оригіналу за 16 квітня 2015. Процитовано 2 січня 2015.
4. ↑  Census 2000, PHC-T-4, Ranking Tables for Counties: 1990 and 2000 (PDF). United States Census Bureau. Архів оригіналу (PDF) за 18 грудня 2014. Процитовано 2 січня 2015.
5. ↑  State & County QuickFacts. Бюро перепису населення США. Архів оригіналу за 6 червня 2011. Процитовано 30 вересня 2013.(англ.) Наведено за англійською вікіпедією.
6. ↑  American FactFinder. Бюро перепису населення США. Архів оригіналу за 26 лютого 2012. Процитовано 31 січня 2008.

| США | Це незавершена стаття з географії США. Ви можете допомогти проєкту, виправивши або дописавши її. |